# Législature du Liberia

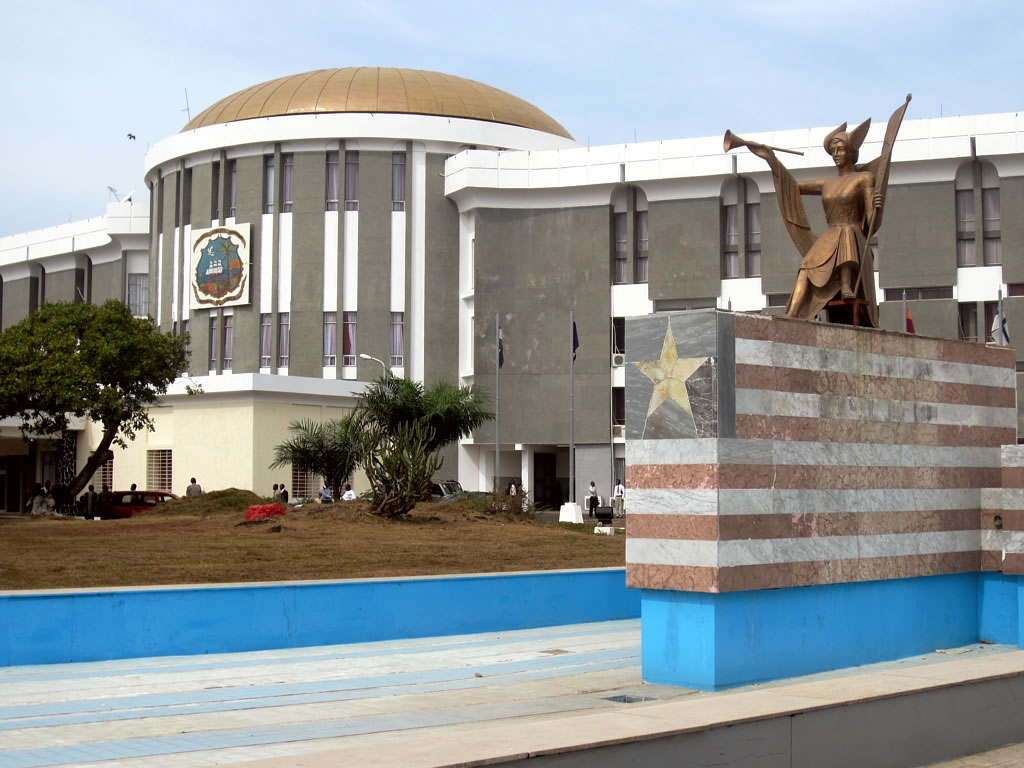
Le Capitole, siège de la législature du Liberia

La Législature du Liberia (en anglais : Legislature of Liberia), est l'organe législatif bicaméral de la république du Liberia. Il est composé :
- d'une chambre haute, le Sénat [1],[2];
- d'une chambre basse, la Chambre des représentants[3],[2].